# Louis Böhmer

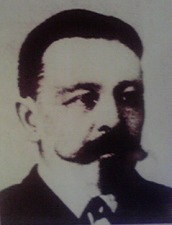
Louis Böhmer

Louis Böhmer (* 30. Mai 1843 in Lüneburg; † 29. Juli 1896 in Blankenburg (Harz)) war ein deutsch-amerikanischer Gartenbauwissenschaftler und -unternehmer. Als „Kontraktausländer“ (jap. お雇い外国人, O-yatoi gaikokujin) arbeitete er von 1871 bis 1882 für die japanische Regierung. Anschließend gründete er in Yokohama eine Gärtnerei, die auf den Export japanischer Pflanzen nach Europa und in die Vereinigten Staaten spezialisiert war.

## Leben
Louis Böhmer besuchte das Gymnasium seiner Heimatstadt Lüneburg. Er beendete seine Lehrzeit in der gräflich-stolbergischen Hofgärtnerei in Wernigerode, wo Heinrich Fintelmann sein Lehrer war. Er war anschließend für die Baumschule J. L. Schiebler & Sohn in Celle und die Gärtnerei Christian von Brocken in Lübeck tätig, bevor er eine Anstellung in der königlichen Hofgärtnerei in Hannover fand. 1867 wanderte er in die Vereinigten Staaten aus und arbeitete in einer Gärtnerei in Rochester (New York). 
1871 reiste der spätere japanische Ministerpräsident Kuroda Kiyotaka (1840–1900) nach Europa und die Vereinigten Staaten um Berater für die 1869 gegründete Behörde für die Erschließung Hokkaidōs (開拓使 Kaitakushi) anzuwerben. Neben anderen wurde Böhmer als Gartenbauspezialist angestellt und reiste 1872 von San Francisco nach Yokohama. Er leitete zunächst eine Versuchsfarm bei Tokio, für die er europäische Obstbäume importierte, die in Japan noch unbekannt waren, von denen er aber annahm, dass sie im Klima Hokkaidōs gedeihen würden. Er baute aber auch Spargel, Möhren, Kartoffeln, Gerste, Sojabohnen, Weizen und Wein an und führte Nutztiere ein. Im Mai 1874 siedelte Böhmer mit seinen Pflanzen nach Hokkaidō über. Er führte einen Mustergarten, versorgte die Kolonisten mit den benötigten Nutzpflanzen und beriet sie bei deren Anbau. Auf seinen Reisen über die Insel fand er wilden Hopfen und empfahl, diesen zum Bierbrauen zu nutzen. Das Kaitakushi gründete daraufhin 1876 die erste japanische Brauerei − die heutige Sapporo Bīru kabushiki kaisha –, deren Braumeister Nakagawa Seibei sein Handwerk in Deutschland erlernt hatte. Böhmers Vertrag wurde mehrmals verlängert, bis die japanische Regierung die Erschließungsbehörde 1882 auflöste.
Vor die Wahl gestellt in die Vereinigten Staaten zurückzukehren oder sich in Japan niederzulassen, entschied er sich für letzteres. Unter Nutzung seiner bestehenden Handelskontakte in die USA gründete er in Yokohama eine erfolgreiche Gärtnerei, die erste eines Ausländers in Japan. Er exportierte japanische Pflanzen und Samen nach Amerika und Europa und setzte sich für die Förderung der japanischen Kunst des Bonsais in der westlichen Welt ein. Wichtige Handelspartner waren H. H. Berger & Co. in San Francisco, J. C. Schmidt in Erfurt und James Carter & Co. in London. Die Geschäfte entwickelten sich so gut, dass er sich 1889 von J. C. Schmidt einen Assistenten, Alfred Unger (1865–1938), schicken ließ, der sich vornehmlich um die Beschaffung des Japanischen Sagopalmfarns von den Ryūkyū-Inseln kümmerte. 1892 trat Unger als gleichberechtigter Teilhaber in Böhmers Firma ein. Dieser zog sich 1894 aus gesundheitliche Gründen aus dem Geschäft zurück und kehrte nach Deutschland zurück, wo er zwei Jahre später in einem Sanatorium in Blankenburg am Harz verstarb. Unger führte die Firma unter dem bisherigen Namen L. Boehmer & Co. noch bis 1908 fort.